# Эбу-гого
Эбу-гого — в фольклоре жителей острова Флорес (Индонезия) племя человеческих существ небольшого роста. В языке наге, народности центрального Флореса, «эбу» означает «бабушка», а «гого» — «тот, кто ест что-либо», то есть буквально «прожорливая бабуля».

## Внешний вид
Народом наге эбу-гого описываются как хорошие ходоки и быстрые бегуны высотой до 1,5 метров. В легендах они имеют широкий и плоский нос, широкое лицо с большим ртом и волосатые конечности. У женщин «длинные, свисающие груди». Как сообщается, они что-то бормочут между собой на как будто их собственном языке, а также могут повторить сказанное им на языке людей, подобно попугаям.

## В фольклоре наге
Наге считают, что эбу-гого реально существовали на момент прибытия португальских торговых судов в XVII веке, а некоторые из них рассказывают, что видели их совсем недавно, в XX веке, но в настоящее время они якобы уже не встречаются. Эбу-гого, как считается у наге, были целенаправленно истреблены жителями Флореса. В легендах говорится, что истребление, которое в основном завершилось около семи поколений назад, было предпринято из-за того, что эбу-гого крали еду из человеческих жилищ и похищали детей.
Статья в издании «New Scientist» (том 186, номер 2504) приводит записи легенды касательно уничтожения эбу-гого: «народы наге Центрального Флореса рассказывают, как в XVIII веке жители избавились от эбу-гого, коварно дав им в дар пальмовое волокно для изготовления одежды. А когда эбу-гого перенесли волокна в свою пещеру, то люди бросили внутрь горящие головешки, чтобы их сжечь. История гласит, что все жители пещеры были убиты, за исключением, возможно, одной пары, которая бежала в самые глухие леса и чьи потомки могут жить там до сих пор».
Существуют также легенды о похищении эбу-гого человеческих детей в надежде узнать от них, как приготовлять пищу. Детям в этих историях всегда удаётся легко перехитрить эбу-гого.

## Поиск прототипа
Реалистичность и многочисленность рассказов об эбу-гого поначалу привела к появлению гипотезы, которую привёл журнал «Nature», что их прототипом послужили обезьяны.
Однако сравнительно недавнее обнаружение останков гоминида около метра высотой, так называемого человека флоресского, который жил совсем недавно, по крайней мере — ещё 13 тысяч лет назад, вдохновила исследователей на более буквальную интерпретацию историй об эбу-гого. Антрополог Грегори Форт (Forth), профессор антропологии из Университета Альберты, Канада, заявил, что мифы о «диком человеке» широко распространены в Юго-Восточной Азии, и, исследовав их лингвистические и ритуальные корни, он полагает, что данные рассказы являются свидетельством реальности встреч человека разумного с человеком флоресским и другими гоминидами.